# Sandra Gamarra
Sandra Gamarra Heshiki (Lima, 1972) es una artista multidisciplinar peruana residente en España. Su obra reflexiona sobre los mecanismos del mundo del arte y los legados coloniales. En ella hace uso de metodologías apropiacionistas y de archivo, e incorpora piezas de pintura, instalaciones, vídeo, escultura y textos.
Medalla de Oro al Mérito en las Bellas Artes 2024. 

## Trayectoria
Entre 1990 y 1997 estudió en la Facultad de Arte de la Pontificia Universidad Católica de Perú, doctorándose en la Facultad de Bellas Artes de la Universidad de Castilla-La Mancha en 2003.
En 2002 creó el LiMac - Museo de Arte Contemporáneo de Lima, un museo itinerante inicialmente basado en Lima y coordinado por Antoine Henry-Jonquères, que busca que los visitantes tengan una visión general de los proyectos artísticos que influyen y afectan a la ciudad, caracterizado además por mezclar la apropiación con la labor de archivo.
En 2009 representó a Perú en la Bienal de Venecia y en 2010 en la Bienal de Sao Paulo.Su obra aborda la memoria personal y colectiva, con un énfasis en la apropiación y las dinámicas de violencia cultural y colonial. En 2021 inauguró la exposición Buen gobierno, que reflexionaba sobre el colonialismo del Imperio español y la noción de alteridad, así como su impacto en las nociones de arte. Antes de su inauguración, la Consejería de Cultura de la Comunidad de Madrid, responsable institucional de la exposición, trató de obligar a Gamarra a eliminar de su exposición las palabras "racismo" y "restitución".
Gamarra ha descrito el rol del artista y la memoria en su obra del siguiente modo:

Mi trabajo está dividido en dos vertientes: Una la de mi propio imaginario y por otra, la utilización del imaginario de otros artistas. Pero también me he dado cuenta de que mi imaginario estaba ya dentro de los otros. Cuando lo uso, es todo una continua reproducción de mi propio imaginario, por lo que, a fin de cuentas, yo soy también mi propio artista.

En 2023 fue seleccionada para representar a España en la Bienal de Venecia del año siguiente, bajo el comisariado de Agustín Pérez Rubio. Ese mismo año participó en la XVI Bienal de Cuenca, Ecuador, con curadoría de Ferran Barenblit. Su obra se encuentra en las colecciones de instituciones como el MoMA, Tate Gallery,Museu de Arte do Rio, MACBA, Museo Patio Herreriano,MUSAC,MALI o la Colección Caja Madrid.

## Exposiciones

### Exposiciones individuales

#### 2001-2010
- Living Room – Puntos Cardinales, Sala Luis Miró Quesada Garland, Lima (2001).[18]

- Souvenir, Galería Wu ediciones, Lima (2002).

- Visita Guiada, Casa de América, Madrid (2003).
- Curso por correspondencia, Galería Wu ediciones, Lima (2003).

- Recent Works, Galería Juana de Aizpuru, Madrid (2004).[19]

- Nuevas adquisiciones, Galería Lucía de la Puente, Lima (2006).
- Gabinete, Galería Juana de Aizpuru, Madrid (2006).
- Adquisiciones brasileñas, Galería Leme, São Paulo (2006).

- De la A a la K, Aldaba arte, México DF (2007).

- Milagros, Galería Leme, Sao Paulo (2008).

- Selección natural, Galería OMR, México DF (2009).
- The Guest, Rotwand, Zúrich (2009).
- La ilusión del uso, Galería Lucía de la Puente, Lima (2009).

- En orden de aparición, Galería Juana de Aizpuru, Madrid (2010).

#### 2011-2021
- At the Same Time, Bass Museum of Art, Miami (2011).
- Mantos, Galería Leme, Sao Paulo (2011).

- Verónica, Galería Carmen Araujo, Caracas (2012).
- Usted está aquí, Capital Europea de Cultura, Guimaraes (2012).
- Autorretrato / Historia natural, Galería Lucía de la Puente, Lima (2012).

- Blanca, Galería Juana de Aizpuru, Madrid (2013).
- Blanca, Palacio Molina, Cartagena (2013).

- La Quadrature du Cercle, Studio Sandra Recio, Ginebra (2014).
- Buen gobierno, sala Alcalá 31, Madrid.[20][21]

### Exposiciones colectivas[22]
2005
- Andén 12: Heterónimos, Conde Duque, Madrid, España
- Emergencias, MUSAC, León, España
- Still Life, Museo de Arte de Lima, Lima, Perú
- Itinerarios, Fundación Marcelino Botín, Santander, España

2006
- Tinta, Galería Leme, Sao Paulo, Brasil
- Urbe y Arte, Museo de la Nación, Lima, Perú

2007
- 10º 00 S .76º 00 W, Galería Leme, Sao Paulo, Brasil
- Trópicos, Goethe-Institut, Brasilia, Brasil
- Relíquias y Ruinas, Goethe-Institut, Río de Janeiro, Brasil.

2008
- Pipe, Glass, Bottle of Rum: The Art of Appropriation, MoMA, Nueva York, EE. UU.
- Located Work, La Casa Encendida, Madrid, España
- A propósito del espacio, Espacio OTR, Madrid, España

2009
- 31° Panorama da arte Brasileira, Museo de arte moderno, Sao Paulo, Brasil
- Micromuseo: Lo impuro y lo contaminado III, Triennal de Chile, Santiago, Chile
- Mundus Novus, Pabellón IILA de 53° Bienal de Venecia, Venecia, Italia
- Lecturas transversales de la colección fundación Marcelo Botín, Fundación Botín, Santander, España
- Die Tropics, National Gallery,  Ciudad del Cabo, Sudáfrica

2010
- Há sempre un copo de mar para um homem navegar, XXIX Bienal de Sao Paulo, Sao Paulo, Brasil
- Modelos para armar, MUSAC, León, España
- Sinergias, MEIAC, Badajoz, España
- Rendez View, Darsa Comfort, Zúrich, Suiza

2011
- An Other Place, Galerie Lelong, Nueva York, EE. UU.
- Kunst und Institution, Kunstlerhaüs Wien, Viena, Austria
- Fiction and Reality, MMOMA, Moscú, Rusia
- The end of history… and the return of history painting, MMKA, Arnhem, Holanda
- Arte al Paso, Estación Pinacoteca, Sao Paulo, Brasil
- Informe País, Centro Cultural Gabriela Mistral, Santiago, Chile
- XI Bienal de Cuenca, Cuenca, Ecuador

2012
- Colección: El crimen fundacional, MUCA ROMA, México D.F, México
- Setting the scene, Tate Modern, Londres, Reino Unido
- ¿Y qué si la democracia ocurre?, Galería 80 m², Lima, Perú
- Ensayos Autónomos, Espacio OTR, Madrid, España
- Selección del archivo Restos Impresos, LiMAC, Madrid, España

2013
- Mentes sospechosas, Galería Vermelho, Sao Paulo, Brasil
- Identitad, A Window in Berlin, Berlín, Alemania
- Siluetas y retratos de mujer, Galería Pepe Cobo, Lima, Perú
- Colección los Bragales, Biblioteca central y archivo histórico de Cantabria, Santander, España
- De Madonna a Madonna, Centro de Arte Domus Artium, Vigo, España
- On Painting, Centro Atlántico de Arte Moderno, Las Palmas, España

2014
- Contra/cto, 3+1 Arte contemporánea, Lisboa, Portugal
- Horror vacui, Espacio Líquido, Gijón, España

2015
- ARCO, Madrid, España